# Etnofarmacia
Etnofarmacia è la scienza interdisciplinare che si occupa dello studio della percezione, management ed uso tradizionali dei farmaci, in relazione a componenti/variabili culturali.
Una parte importante dell'etnofarmacia è l'etnofarmacognosia, che si occupa dello studio degli usi tradizionali e demoiatrici di farmaci naturali (soprattutto piante medicinali, ma anche materiali animali e minerali).
Il termine "etnofarmacologia" ("ethnopharmacology" in inglese) è anche ben noto in letteratura scientifica. Esso si riferisce in particolare agli studi di valutazione bio-farmacologica dei farmaci naturali usati nelle culture tradizionali.